# اواپینار (اردهان)
اواپینار (به ترکی استانبولی: Ovapınar، به ارمنی: Բաղդատ، به یونانی: Μπαγτάτ) یک منطقهٔ مسکونی در ترکیه است که در اردهان واقع شده‌است.